# Jan Baranowski (miecznik)
Jan Baranowski herbu Ostoja (zm. w 1699) – dziedzic Ostrołęki i Pilicy, pułkownik kawalerii, miecznik bracławski.

## Życiorys
Jan Baranowski należał do rodziny wywodzącej się z Jurzykowa (obecnie Jerzykowo koło Pobiedzisk), położonego w dawnym pow. gnieźnieńskim województwa poznańskiego. Jego rodzina należała do rodu heraldycznego Ostojów. Był synem Wawrzyńca Baranowskiego, podczaszego bracławskiego, rotmistrza piechoty wybranieckiej. Jego małżonką była Elżbieta Młochowska, wdowa po Remigianie Prażmowskim, z którą miał pięć córek – Elżbietę, Katarzynę, Joannę, Mariannę, Aleksandrę oraz dwóch synów – Mikołaja Jana i Piotra Bogusława.
Jan Baranowski w początkach lat 70. XVII wieku sprawował urząd miecznika bracławskiego. Przed rokiem 1668 kupił dobra Pilicę i Ostrołękę w ziemi czerskiej. Był darczyńcą na rzecz Kościoła. Wspierał finansowo zakony franciszkanów i dominikanów w Warce. W roku 1672 zapisał pewne sumy kościołowi ostrołęckiemu.
Jan Baranowski służbę wojskową rozpoczął w latach 70. XVII wieku. W roku 1683 tytułowany był pułkownikiem oddziałów ordynackich Lubomirskich. W 1688 roku dowodził zgrupowaniem jazdy w rejonie Zasławia, tocząc walki z czambułami tatarskimi.
O jego starciach z Tatarami pisał Kasper Niesiecki:

Baranowski herbu Ostoja [...] Jan pułkownik Ordynacki w r. 1690. na Tatarów, bogatym plonem z Polski wydartym ojuczonych, pod Konstantynowem uderzył, i szczęśliwym Marsem część Jasyru, już był od drapieżców odzyskał, ale gdy Wildze w drugiej partii ze swoimi szwankującemu, na sukurs przypadł, wszystek impet Tatarskiej potencji na siebie oburzył, gdzie w półtora tysięcy swoich, dwunastą tysięcy pogaństwa wzmocnionej sile, wystarczyć nie mogąc, postrzelony, i w niewolą wzięty

Baranowski po uwolnieniu się z niewoli tatarskiej brał udział w nieudanej wyprawie Jana III Sobieskiego na Mołdawię w 1691 roku. W kolejnych latach uczestniczył w walkach na Wołyniu. Zmarł w 1699 roku.